# Tino Costa
Alberto Facundo "Tino" Costa, mais conhecido como Tino Costa (Buenos Aires, Argentina, 9 de janeiro de 1985), é um futebolista argentino que atua como meia. Atualmente, está sem clube.
Tem como características, seu chute de perna esquerda com incrível precisão e força, sua habilidade para cobrar faltas e sua raça.

## Carreira
Tino rodou por alguns clubes do futebol francês, entre os quais o Racing Paris e o Montpellier, antes de se transferir para o Valencia, em 2010. Atualmente joga no Spartak Mouscou da Russia.